# A kürt hangja
A kürt hangja (egyszerűsített kínai: 集结号, hagyományos kínai: 集結號, Csi csie hao (Ji jie hao), angol cím: Assembly) kínai-hongkongi történelmi filmdráma. A forgatókönyvét Liu Heng írta, és Feng Hsziao-kang (Feng Xiaogang) rendezte. Főszereplője Csang Han-jü (Zhang Hanyu), aki Ku Ce-ti (Gu Zidi) századost alakítja a filmben. A filmen a Tae Guk Gi: The Brotherhood Of War című dél-koreai film speciális effektekért felelős munkatársai is dolgoztak.
A látszólag háborúellenes hangulatú filmet legelőször 2007. december 20-án adták ki. Az első az olyan szárazföldi Kínában készült filmek között, amely a kínai polgárháborút realisztikusan mutatja be. A film a „Kuan Sze (Guan Si)” című kínai regény adaptációja, ami valós eseményeken alapszik.
Elnyerte a 2008-as Hundred Flowers Awards-ot, és a 2009-es Golden Rooster Awards-ot, legjobb filmként.

## Cselekmény
|  | Alább a cselekmény részletei következnek! |

A történet 1948-ban kezdődik, a Huajhaj (Huaihai) hadjárat során, a kínai polgárháborúban. Ku Ce-ti (Gu Zidi) (谷子地), a Nemzeti Felszabadító Hadsereg századosa 9. ezredével megtámad egy várost, amit a Nemzeti Forradalmi Hadsereg védelmez. A támadás után, rengeteg emberáldozat árán elfoglalják a várost. A kommunista párttisztet az ellenséges csapatok egy tábori ágyúval lövik le, olyan brutális módon, hogy Ku Ce-ti (Gu Zidi)t ez arra ösztönzi, hogy bosszút álljon a magukat megadó Kuomintang (Guomindang) katonáin. Egyet ő maga lő le közülük, de hiába szólítja fel társait, nem hajlandók hadifoglyokra lőni. Büntetésként bebörtönzik Ku (Gu)-t, ahol összebarátkozik egy Vang Csin-cun (Wang Jincun) nevű békepárti tanárral, akit gyávaság miatt zártak börtönbe. Ku (Gu) felettese, Liu ezredes a századost és megmaradt 46 emberét új helyre irányítja: védjék meg minden áron a zászlóalj szárnyát (egy Ven (Wen)-folyótól délre lévő régi bányát) és ne vonuljanak vissza, amíg nem hallják meg a gyülekezőre hívó kürt hangját. Ku (Gu) cellatársát, Vang Csin-cun (Wang Jincun)t viszi magával, írnokként és új párttisztként.
Miközben a 48 fős szakasz megerősíti a bányát, a Kuomintang (Guomindang) hirtelen támadásba lendül tüzérségi, gyalogsági és páncélosfölényével. A csapat heves harcok árán ugyan, de visszaver két támadási hullámot is. Ku (Gu) arra kéri társait, hogy az elesett katonák holttesteit és a súlyos sebesülteket vigyék be a bányába. Csak egy maroknyian maradtak már életben, amikor a halálos égési sérüléseket szenvedő szárnysegéd utolsó szavaival kijelenti: hallotta a gyülekezésre hívó kürthangot. Sokan mások igazat adnak neki, viszont páran tagadják, és azt mondják, hogy csak kitalálta. Ku (Gu) a többiek szerint megsüketült a robbanások által, emiatt nem hallotta. Ku (Gu) végtére is úgy dönt, hogy életben maradt társaival a helyszínen maradnak, és harcolnak a végsőkig.
Meghatározatlan idővel később, Ku (Gu) egy katonai kórházban látható, mint egyetlen túlélő, de mivel nem találta meg a társait, és az ellenség egyenruhájában volt, mikor megtalálták, nem tudja bizonyítani, hogy melyik ezredhez tartozott, és azt sem, hogy melyik oldalon harcolt. Így egyik ápoló sem hiszi el neki azt, hogy kicsoda.
A bűntudattól szenvedő Ku Ce-ti (Gu Zidi) felderítő gyalogosként bevetik a koreai háborúban. Társaival a dél-koreai Államhadsereg egyenruháiba öltöznek, és elindulnak, hogy kikémleljék az ellenséges állásokat. Társa, Csao Er-tou (Zhao Erdou) taposóaknára lép, amitől Ku (Gu) menti meg, így ő maga sebesül meg. A konfliktus végén felépül és visszatér a régi csatamezőre, hogy helyreállítsa elesett társai becsületét. Csakhogy a régi bányát azóta újra üzembe helyezték, és a régi bejáratot több tonna szén fedi.
Kutakodása során összetalálkozik Vang Csin-cun (Wang Jincun) özvegyével és Csao Er-tou (Zhao Erdou)val, és meggyőzi őket, hogy házasodjanak össze. Utóbbi segítségével aztán megtalálja régi ezrede papírjait, amik elvezetik Liu ezredes sírjához, és annak őrzőjéhez, aki régi egysége kürtöse. Tőle megtudja, hogy a csata során nem szólalt meg a gyülekezőt jelző hang, és századát feláldozták, hogy visszatartsák a nacionalisták előrenyomulását, amíg Liu ezrede visszavonul.
Miután rájön, hogy ő az utolsó túlélő a csapatból, letáborozik a régi csatamező közelében, és elkezdi ásni a szenet egy csákány, illetve egy lapát segítségével, a bányászok tiltakozása ellenére. Egy hónap megpróbáltatás után a régi zászlóalj párttisztjét megtalálják, így a katonák hősies helytállását hivatalosan is elismerik, de Ku (Gu) vigasztalhatatlan, mivel még mindig nem ásta ki a holttesteket.
Egy visszaemlékezés következik a filmben, ami ábrázolja a Ven (Wen)-folyó melletti csata végét: Ku (Gu) századost, és a súlyosan megsebesült Vang (Wang)ot, mint utolsó túlélőket. Miután behúzták az utolsó halottat is a bányába, Ku (Gu) arra kéri a tanárt, hogy robbantsa be a bánya bejáratát, nehogy az ellenség rátaláljon a katonák holttesteire. Vang (Wang) halálra előtt nem sokkal teljesíti a parancsot, magára robbantja a bányát, Ku Ce-ti (Gu Zidi) pedig egy ellenséges tank lövésétől eszméletét veszti, és elájul.
Évekkel később egy öntözési projekthez készülődő ásatás leleplezi a százados embereinek holttesteit, így egy nagy emlékművet húznak fel, és hivatalosan is örök nyugalomra helyezték őket, mint nemzeti hősöket.
|  | Itt a vége a cselekmény részletezésének! |

## Folytatás
Nem sokkal a kiadás után készült egy folytatás A kürt hangja 2: A hideg láng (集结号2-烽火) címen: 2008 márciusában adták ki, és szintén Csang Han-jü (Zhang Hanyu) alakítja benne a főszerepet. Ez az egyedülálló film egy sebesült Kuomintang (Guomindang) katona és egy árva lány kapcsolatára fókuszál, és a második kínai–japán háború idején játszódik, a második világháborúban. De eltér sokban az eredeti filmtől, nagyon kevés harci jelenet van benne, sokkal inkább a két szereplő személyes drámáját mutatja be.

## Díjak és jelölések
45. Golden Horse Awards
- Díj: Legjobb színésznek (Csang Han-jü (Zhang Hanyu))
- Jelölés: Legjobb játékfilmért
- Jelölés: Legjobb adaptált forgatókönyvért
- Jelölés: Legjobb látványeffektekért
- Jelölés: Legjobb akciókoreográfiáért
- Jelölés: Legjobb hanghatásokért

2008-as Hundred Flowers Awards
- Díj: Legjobb filmért

2009-es Golden Rooster Awards
- Díj: Legjobb filmért
- Díj: Legjobb filmrendezőnek
- Díj: Legjobb operatőrnek
- Díj: Legjobb eredeti zenei műért

11. Phenjani Nemzetközi Filmfesztivál
- Díj: Legjobb képért
- Díj: Legjobb filmrendezőnek

## Fordítás
- Ez a szócikk részben vagy egészben  az   Assembly (film) című angol Wikipédia-szócikk fordításán alapul.  Az eredeti cikk szerkesztőit annak laptörténete sorolja fel. Ez a jelzés csupán a megfogalmazás eredetét és a szerzői jogokat jelzi, nem szolgál a cikkben szereplő információk forrásmegjelöléseként.